# Lake Arena di Expo 2015
La Lake Arena, posizionata a nord del sito espositivo dell'Expo 2015, rappresenta uno dei quattro punti di riferimento che delimitano gli estremi sia del Cardo che del Decumano. Si tratta di un bacino d'acqua alimentato dal canale Villoresi, dotato di numerose fontane, incorniciato all'interno di gradinate (3.000 posti a sedere circa) in una piazza ampia circa 28.000 metri quadri e capace di ospitare circa 20.000 persone. Al centro della Lake Arena si erge l'Albero della vita, opera d'arte statica capace di animarsi grazie a evoluzioni d'acqua, effetti sonori e giochi di luci.
La Lake Arena, pari un diametro totale di circa 90 metri, è lo spazio all'aperto più esteso tra quelli destinati a ospitare i visitatori di Expo Milano 2015, un'area dedicata a spettacoli, concerti, installazioni d'arte, fuochi pirotecnici e giochi d'acqua. L'acqua è infatti uno degli aspetti più importanti dell'Expo 2015, visto che il Tema dell'Expo 2015, Nutrire il Pianeta, Energia per la Vita, è fortemente legato a questo concetto e all'idrografia di Milano, che è particolarmente estesa, sia per cause naturali, vista la cospicua presenza di fiumi, torrenti e fontanili che formano un vero e proprio groviglio idrico, sia per questioni legate ai lavori di canalizzazioni e di deviazione dei corsi d'acqua eseguiti dall'uomo a partire dall'epoca romana, che hanno portato alla realizzazione di numerose rogge, canali e laghi artificiali.
La Lake Arena, che ha una lunghezza complessiva di quattro chilometri e mezzo e una larghezza minima di quattro metri e mezzo, è distribuita su una superficie di circa 90.000 metri quadri. Ha anche la funzione di irrigare le aree verdi dell'Expo 2015 e a temperare il microclima dell'area. 